# Fernand Andreani
Fernand Andreani (ur. 1924, zm. 11 lutego 2009) -  francuski pilot, który pobił rekord prędkości samolotem pasażerskim.
Karierę lotniczą zaczynał jako pilot myśliwców. Szkolenie odbywał podczas II wojny światowej w USA. Po zakończeniu działań wojennych przez 36 lat był pilotem kompanii lotniczej Air France. Od 1975 r., latał na pierwszych pasażerskich samolotach ponaddźwiękowych Concorde.
22 sierpnia 1978 r., Andreani odbył lot na trasie Paryż – Nowy Jork w czasie 3 godzin 30 minut i 11 sekund. Leciał wtedy ze średnią prędkością 1669 kilometrów na godzinę. Ustanowił tym samym rekord świata prędkości samolotu pasażerskiego, który do dzisiaj pozostaje nie pobity.